# Joseph Schleimer
Joseph Schleimer (Mississauga, Ontario, Canadá, 31 de mayo de 1909-23 de noviembre de 1988), también llamado Joe Schleimer, fue un deportista canadiense especialista en lucha libre olímpica donde llegó a ser medallista de bronce olímpico en Berlín 1936.

## Carrera deportiva
En los Juegos Olímpicos de 1936 celebrados en Berlín ganó la medalla de bronce en lucha libre olímpica estilo peso wélter, tras el estadounidense Frank Lewis (oro) y el sueco Thure Andersson (plata).